# 火鳥 (中島美嘉單曲)
《火鳥》，日本女歌手中島美嘉的第12張單曲。2004年6月2日發行。

## 概述
- 標題曲為同名動畫「火鳥」的片尾曲。
- c/w曲為2004年2月25日發售的久保田利伸致敬專輯「SOUL TREE〜a musical tribute to toshinobu kubota〜」的收錄歌曲。
- 初回盤特典為特殊彩色印刷CD。

## 收錄曲
1. 火鳥
  - 作詞：湯川玲子／作曲：内池秀和／編曲：富田惠一
  - NHK動畫「火鳥」主題曲
2. Missing
  - 作詞・作曲：久保田利伸／編曲：島健
3. 火鳥（Instrumental）

## 資料來源
- Sony Music Online Japan : 中島美嘉 : 火の鳥 （页面存档备份，存于）